# Davide Barletti
Davide Barletti (Roma, 1972) è un regista, sceneggiatore e direttore della fotografia italiano.

## Biografia
È uno dei fondatori del collettivo audiovisivo Fluid Video Crew (1995-2010) e inizia come regista di documentari. Si ricordano Shquiperia-Albania, I fantasisti - Le vere storie del calcio Napoli e il cortometraggio Gli ultracorpi della porta accanto.
Partecipa alla 60ª Mostra internazionale d'arte cinematografica di Venezia con il documentario Italian Sud Est nel 2003.
Nel 2008 scrive e dirige insieme a Lorenzo Conte il lungometraggio Fine pena mai e realizza il documentario Diario di uno scuro, co-prodotto da Italia e Francia. Il suo successivo lavoro, Radio Egnatia, è in concorso alla 26ª edizione del Torino Film Festival.
Nel 2015 dirige insieme a Jacopo Quadri il documentario Il paese dove gli alberi volano, presentato alle "Giornate degli autori" del Festival di Venezia, e distribuito nelle sale dal gennaio 2016.
Nel 2017 dirige insieme a Lorenzo Conte La guerra dei cafoni, che gli vale una candidatura ai David di Donatello 2018 per la migliore sceneggiatura adattata.

## Filmografia
- Fuck You All (Fanculo a tutti). Glen E. Friedman - Photographer (1999)
- I fantasisti - Le vere storie del calcio Napoli (2000)
- Norge på langs: A Nord di me stesso (2002)
- Italian Sud Est (2003)
- Fine pena mai (2008)
- Diario di uno scuro (2008)
- Radio Egnatia (2008)
- Il paese dove gli alberi volano (2015)
- La guerra dei cafoni (2017)
- Il tempo dei giganti (2023)